# Nuoro
Nuoro (sardisk: Nùgoro) er en by og en kommune (comune) i provinsen Nuoro i regionen Sardinien i Italien. Byen ligger i 549 meters højde og har 36.925 indbyggere (2016). Kommunen har et areal på 192,06 km² og grænser til kommunerne Benetutti, Dorgali, Mamoiada, Oliena, Orani, Orgosolo og Orune.